# مارتن فن در ویدن
مارتن فن در ویدن (به انگلیسی: Maarten van der Weijden) (زادهٔ ۳۱ مارس ۱۹۸۱) شناگر اهل هلند است.